# Godfrey Road
Godfrey Road és una concentració de població designada pel cens dels Estats Units a l'estat de Florida. Segons el cens del 2000 tenia 172 habitants.

## Demografia
Segons el cens del 2000, Godfrey Road tenia 172 habitants, 55 habitatges, i 49 famílies. La densitat de població era de 301,9 habitants/km².
Dels 55 habitatges en un 29,1% hi vivien nens de menys de 18 anys, en un 85,5% hi vivien parelles casades, en un 3,6% dones solteres, i en un 9,1% no eren unitats familiars. En el 7,3% dels habitatges hi vivien persones soles l'1,8% de les quals corresponia a persones de 65 anys o més que vivien soles. El nombre mitjà de persones vivint en cada habitatge era de 3,04 i el nombre mitjà de persones que vivien en cada família era de 3,12.
Per edats la població es repartia de la següent manera: un 22,7% tenia menys de 18 anys, un 8,1% entre 18 i 24, un 19,8% entre 25 i 44, un 37,2% de 45 a 60 i un 12,2% 65 anys o més.
L'edat mediana era de 45 anys. Per cada 100 dones de 18 o més anys hi havia 101,5 homes.
La renda mediana per habitatge era de 80.966 $ i la renda mediana per família de 83.163 $. Els homes tenien una renda mediana de 30.536 $ mentre que les dones 27.386 $. La renda per capita de la població era de 22.319 $. Cap de les famílies estaven per davall del llindar de pobresa.

## Poblacions més properes
El següent diagrama mostra les poblacions més properes.